# Jodel D.9 Bébé
Il Jodel D.9 Bébé è un ultraleggero monoposto prodotto dalla francese Jodel. Fu progettato per favorire l'autocostruzione da parte di privati

## Storia del progetto

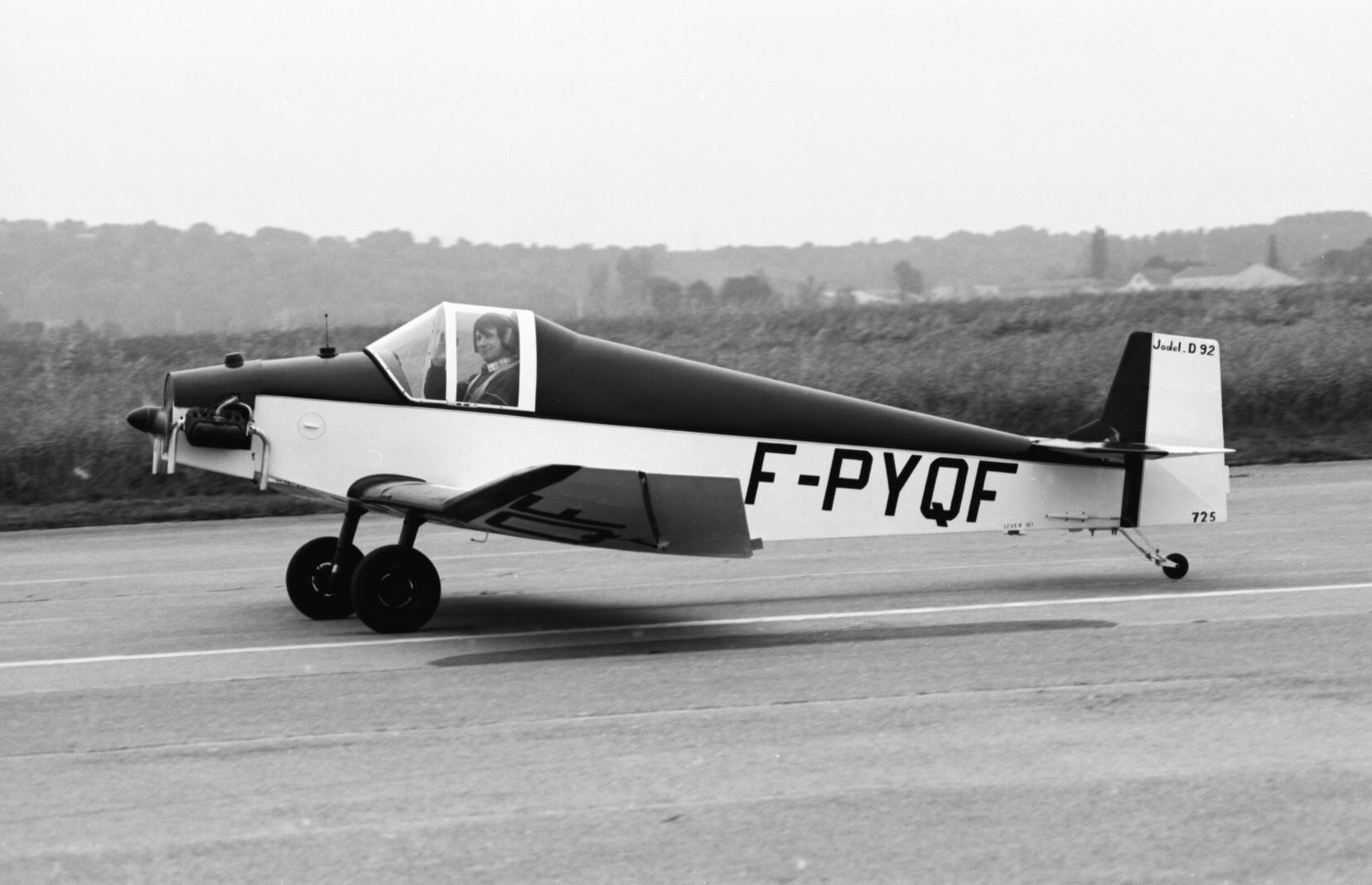
Un Jodel D.92, versione con motore Volkswagen, luglio 1984

Nel marzo del 1946, Edouard Joly e Jean Délémontez fondarono la Société des Avions Jodel per la fornitura di kit, materiali e manuali per consentire a costruttori amatoriali di costruire un ultraleggero. Si trattava del Jodel D.9 Bébé, progettato da Délémontez. Il prototipo del D.9, matricola F-PEPF, effettuò il primo volo il 22 gennaio 1948 pilotato da Edouard Joly.
Il prototipo F-PEPF fu ceduto al Musée de l'air et de l'espace nel 1962, e rimase in esposizione fino al primo trimestre del 2006. Attualmente non ne è divulgata l'ubicazione.

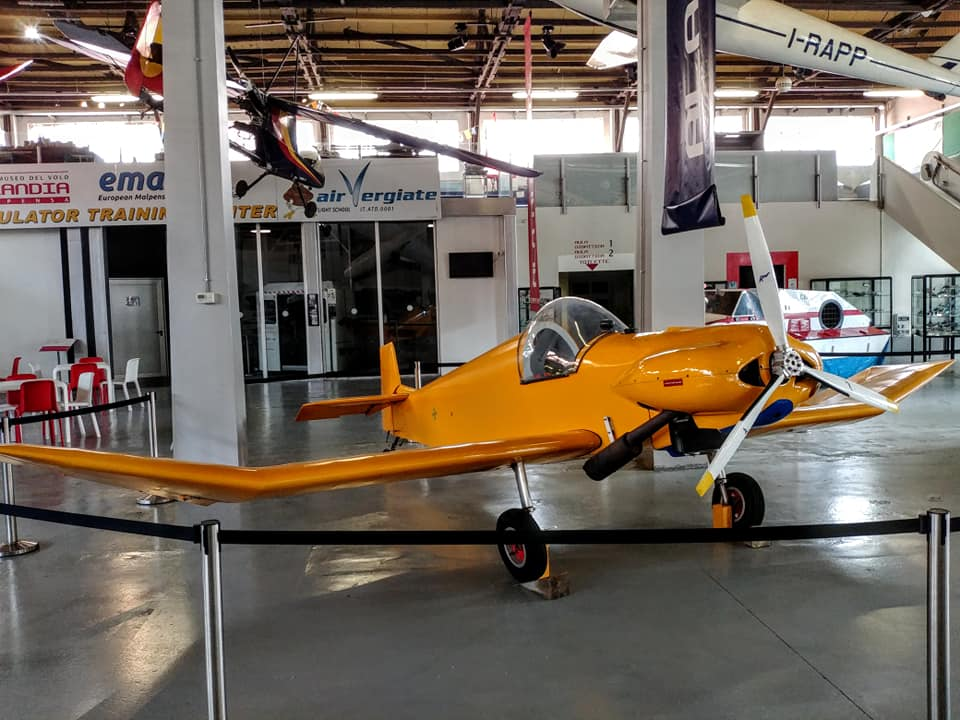
Jodel D9 be'be' esposto al Parco e Museo di Volandia.

### Produzione
Sebbene sia stato progettato per la costruzione amatoriale, 12 esemplari di D.9 furono costruiti e commercializzati dalla francese Wassmer. I piani sono stati venduti anche ad un certo numero di aziende, tra cui la canadese Falconar Avia. Sono stati venduti circa 800 progetti e si contano oltre 500 D.9 costruiti da amatori o da aeroclub. Nel 1959 Ben Keillor tradusse i piani del kit dal francese all'inglese, inoltre costruì un D.9 effettuando dimostrazioni negli Stati Uniti d'America e in Canada.

### Sviluppi successivi
Il progetto del D.9, opportunamente scalato, fu la base del triposto D.10. Il progetto non entrò mai in produzione, ma le sue ali furono impiegate per il biposto D.11, commissionato dal governo francese e che effettuò il primo volo nel 1950. Le ali del D.10 furono impiegate anche sul triposto DR.100.

## Tecnica
Il D.9 era un monoplano ad ala bassa con struttura lignea, monoposto con abitacolo aperto, carrello biciclo e pattino di coda. ala è formata da una semiala interna a corde parallele e priva di diedro, a cui è unita la semiala esterna a sezione conica e con un forte diedro (14°). Tale forma dell'ala divenne una caratteristica standard di molti successivi modelli Jodel. La propulsione era affidata a un motore Poinsard 25hp: si trattava di un bicilindrico boxer da 25 CV.

## Varianti
- D.9: motore Poinsard 25hp, boxer bicilindrico da 25 CV
- D.91: motore ABC Scorpion, boxer bicilindrico da 34 CV
- D.92: motore Volkswagen, boxer 4 cilindri da 26 o 45 CV[7]
- D.93: motore Poinsard da 35 CV
- D.97: motore Sarolea Vautour da 32 CV
- D.98: motore AVA-40[8]